# Геологи (балет)
«Геологи» — одноактный балет, который впервые был поставлен в Большом театре 26 января 1964 года. Композитор — Николай Каретников, авторы либретто — Владимир Василёв и Наталья Касаткина. Основой либретто стали повесть В. Д. Осипова «Неотправленное письмо» и одноимённый фильм М. К. Калатозова 1959 года. Первое название балета «Геологи» — «Героическая поэма».

## История
«Героическая поэма» — первое название балета, которое впоследствии заменили на «Геологи».
Над балетом работали хореографы Наталья Дмитриевна Касаткина и Владимир Юдич Василёв. Для получения разрешения на постановку хореографы представили в Большой театр сценарий и либретто «Геологов». В основу балета легла повесть В. Д. Осипова «Неотправленное письмо», рассказывающая о геологах, которые пытаются найти месторождение алмазов в сибирской тайге.
С артистами работала педагог-репетитор М. Т. Семёнова. Её метод работы с новым образом состоял в поиске собственных пластических и эмоциональных окрасок, когда артист пропускает через себя тот образ, который он создаёт.
26 января 1964 года состоялась премьера балета в Большом театре. Художник — Э. Г. Стенберг, дирижёр — А. А. Копылов. Партии геологов исполнили Н. И. Сорокина, Ю. К. Владимиров, В. А. Кошелев.

## Музыка
Музыка задумывалась Николаем Каретниковым в 1963 году как модернистская симфония-балет в технике серийной додекафонии. Тема преодоления, идея неудержимого движения вперед наперекор всем препятствиям очень важна для Каретникова и присуща многим его сочинениям. Пять частей без перерыва и одновременно цикл из 11 вариаций раскрываются в едином движении в «духе непокорности, вызове силам, мертвой хваткой давящим свободную волю человека» (Михаил Тараканов). С усилением «заморозков» после визита Никиты Хрущева в Манеж в декабре 1962 года стало очевидно, что подобное сочинение не пройдет худсовет Большого театра. В результате, Каретников заменил симфонию на написанную им ранее более конвенциальную «Драматическую поэму» для большого симфонического оркестра (1957), впоследствии исключенную им из своего композиторского портфеля, с добавленным небольших фрагментов из 4-й симфонии.

## Либретто
Действие начинается с рассказа девушки, которая пишет письмо. В нём она описывает события, произошедшие с ней и с другими геологами, которые шли через тайгу, чтобы найти ценные минералы. Так начинается танцевальная сцена трёх геологов. Они идут сквозь деревья, которые то обступают людей, то расступаются перед ними. Свет гаснет, луч освещает троих людей, которые застыли. Далее следует лесной пожар. Спасая девушку, погибает старший геолог. Ещё один геолог пострадал, и он не может передвигаться без помощи других. Музыкальная тема балета меняется в ходе событий. Она звучит то прерывисто, то наполняется интонациями радости, то нотками трагизма.
Девушка танцует трагический монолог, её окружают шагающие фигуры. Они одеты в красные плащи и чёрные трико, что усиливает трагичность образа. Финал спектакля: девушка идет впереди и ведёт своего раненого друга. Появляются двое охотников. Девушка-якутка идет по следу девушки-геолога. Якуты догоняют геологов и помогают им выйти из тайги. Двое мужчин геологов — два антипода, один верит в удачный финал, другой — сомневается и теряет надежду.

## Костюмы
Э. Стенберг создавал костюмы спектакля «Геологи». Сценические костюмы главных героев похожи между собой: трико, свитеры, футболки. У старшего геолога — ярко-красная футболка и чёрное трико, обувь — светлые полусапожки. У второго геолога — трико ниже колена, футболка красновато-черного цвета, обувь — балетки. Девушка одета в тёмное трико и зелёный свитер. Остальные артисты в чёрных комбинезонах, а девушки — в плащах-накидках красного цвета. Костюмы якутов подобны национальному якутскому костюму.